# خورزوق
خورزوق (بالفارسية: خورزوق) هي مدينة تقع في إيران في البلدة المركزية. يقدر عدد سكانها بـ 20,301 نسمة .